# 独山 (南阳)
独山，原名“豫山”，位于河南省南阳市东北3公里，面积4平方公里，孤峰峭立，山体浑圆，海拔367.8米。独山盛产的玉比较有名，独玉为全国四大名玉之一。独山是道教和佛教圣地，现有始建于明朝的“祖师宫”。独山东麓有“豫山禅寺”，始建于东汉，较白马寺晚120年。
```
 自
中华人民共和国
成立以来，政府于1959年创立了国家森林公园。用以保护山林树木。
```

- 独玉

独玉为独山之特产，乃中国四大名玉之一(另外三大名玉分别为岫玉、和田玉、蓝田玉)。独山玉文化历史悠久，现在仍能在独山看到秦汉以来的废弃矿坑。
- 独山祖师庙

独山宗教文化浓厚，自明朝建成以来。以[道教]、[中国民间信仰]和[佛教]三大交融。形成一种兼容并包的格局。